# Kybos rubrafacia
Kybos rubrafacia är en insektsart som först beskrevs av Delong 1932.  Kybos rubrafacia ingår i släktet Kybos och familjen dvärgstritar. Inga underarter finns listade i Catalogue of Life.